# Louis Wille
Louis Wille (* 1. Mai 1898 in Benneckenstein; † 24. Dezember 1982 in Schriesheim) war ein deutscher Volkskundler.

## Leben und Wirken
Nach dem Besuch des Gymnasiums in Nordhausen studierte Wille Germanistik, Romanistik, Volkskunde und Sport an der Universität Halle. 1921 legte er das Staatsexamen für das Höhere Lehramt ab. Als Studienrat lehrte er in Quedlinburg und Halberstadt. Über den Vokalismus der betonten Silben in der Benneckensteiner Mundart wurde er 1922 in Halle zum Dr. phil. promoviert. Er engagierte sich in der Benneckensteiner Trachtengruppe und im Harz-Verein für Geschichte und Altertumskunde, in dem er Volkstumbeauftragter und Brauchtumswart war. Er befasste sich unter anderem mit breiten Feldstudien intensiv mit der Volkskunde des Harzes. Er veröffentlichte unter anderem zu dem dort gesprochenen Plattdeutsch, zu den Trachten und zu den Bräuchen wie den Volksliedern, dem Jodeln, den Tänzen oder den Finkenmanövern. Nachdem er noch bis in die 1950er Jahre hinein über das Pädagogische Kreiskabinett Halberstadt Studien veröffentlicht hatte, floh er 1958 aus der DDR und ließ sich in Bad Harzburg nieder. Von dort betrieb er weiterhin volkskundliche Studien, die er verschiedentlich monographisch publizierte. 
Sein Sohn, der Pädiater und Heimatforscher Lutz Wille (* 1939), widmet sich wie schon zuvor Louis Wille der Geschichte und Volkskunde des Harzes.

## Schriften (Auswahl)
- Vokalismus der betonten Silben in der Benneckensteiner Mundart, Diss. Halle 1922, DNB 36563770X.
- Harzlandsagen, Pädagogisches Kreiskabinett Halberstadt 1957, DNB 367550547.
- Es grüne die Tanne, es wachse das Erz: Volkslieder aus dem Harz, VEB Hofmeister, Leipzig 1957, DNB 455538255
- Ortsnamen- und Siedlungskunde des Kreises Halberstadt, Pädagogisches Kreiskabinett Halberstadt 1958, DNB 367550555.
- Harzer Stipstöreken: Schwänke, Anekdoten und Histörchen von Harzer Käuzen und Originalen, Bad Harzburg 1960, DNB 455538271.
- Rings um den Brocken: Vor- und Siedlungsgeschichte, Leben und Arbeit, Volksbrauch und Volkskunst im Harzer Bergland, Bad Harzburg 1963, DNB 455538263.
- Die Trachten des Harzlandes, Verlag Dr. Bonewitz, Braunlage 1967, DNB 576930415.
- (mit Hellmut Ludwig) Die Harzer Jodlerkunst: Jodlerweisen und Jodlerrufe aus dem Harz, Möseler, Zürich/Wolfenbüttel 1973, DNB 574136142.
- (mit Hellmut Ludwig) Musik und Tanz im Harzer Land: Volks- und Marschmusik, Trachtentänze und Tanzmusik aus dem Ost- und Westharz, Möseler, Zürich/Wolfenbüttel 1977, DNB 201459485.
- (hrsg. durch Jürgen Schierer und Lutz Wille) Harzer Mundart-Truhe: Geschichten und Gedichte aus dem gesamten Harz und seinen Vorlanden, Ostfalia-Verlag, Peine 1996, ISBN 978-3-926560-33-9